# Дворец культуры имени С. Орджоникидзе
Дворец культуры имени Серго Орджоникидзе (ранее — Уфимского нефтеперерабатывающего завода; разг. — «Орджон») — первый дворец культуры в Черниковке города Уфы. Перед зданием установлен памятник Серго Орджоникидзе.
Памятник архитектуры XX века, объект культурного наследия регионального значения, архитектурная доминанта площади Серго Орджоникидзе и западной части Первомайской улицы.
Ныне здание передано Уфимскому государственному нефтяному техническому университету как восьмой учебный корпус.

## Описание
Имеет два зрительных зала на 830 и 200 мест, гримёрные, костюмерные, хоровые классы, спортивные и танцевальные залы, библиотеку с читальным залом, комнаты для кружковой работы, музей трудовой славы.
Схожий по архитектуре Дворец культуры построен в 1957 году в городе Новокуйбышевске, который также находится на площади в центре радиально-кольцевой планировки, аналогичной городу Черниковску.

## История
Проект утверждён в начале 1950 года, указаны архитекторы С. А. Маслих и О. А. Яфа. Построен в 1952–1955 годах в стиле неоклассики по проекту архитектора Н. П. Шабарова архитектурной мастерской имени академика В. А. Веснина. Действовал в 1956–1999 годах. В дворце культуры действовал 31 коллектив самодеятельного художественного творчества и 24 клуба по интересам.

## Галерея

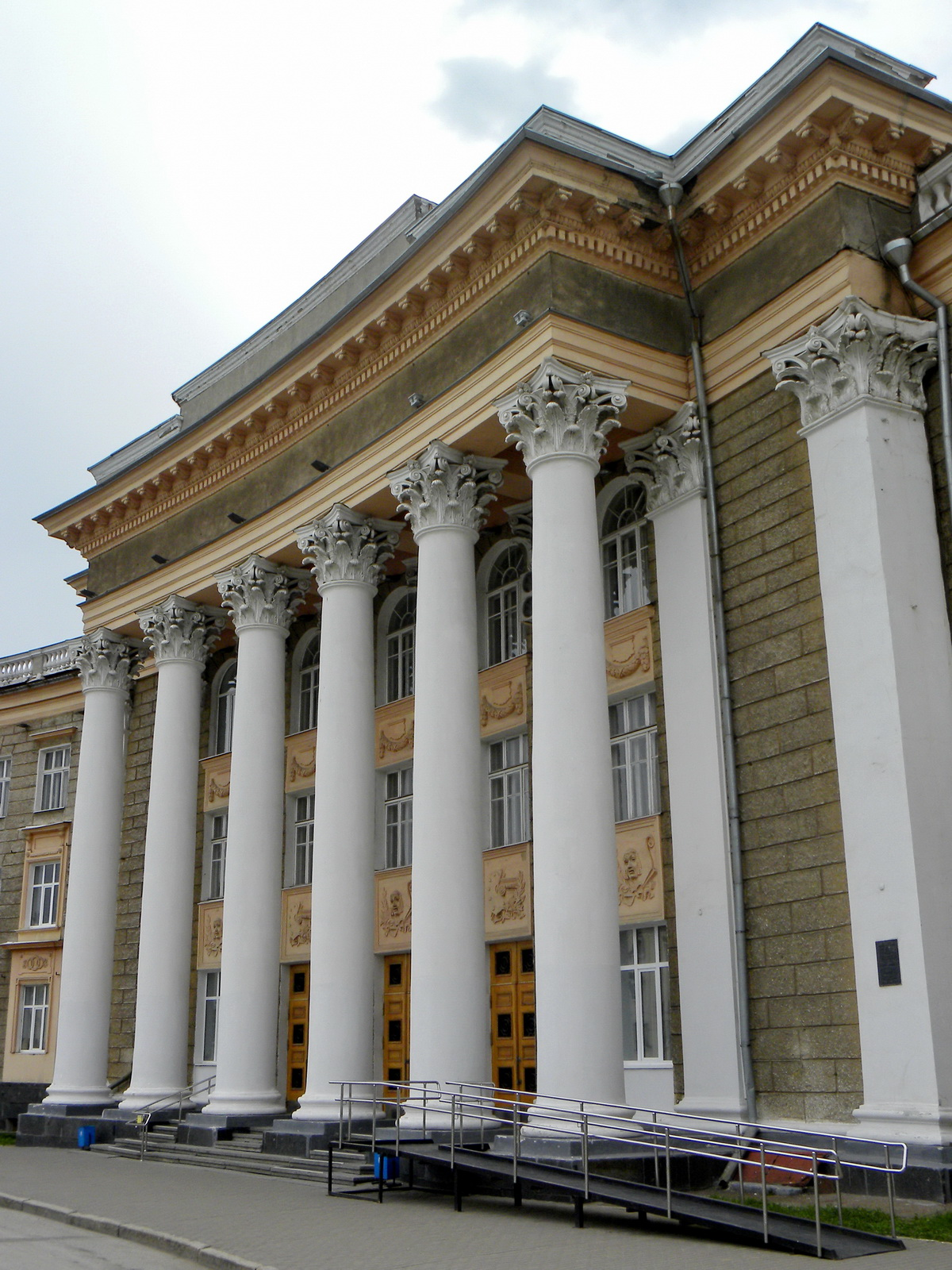
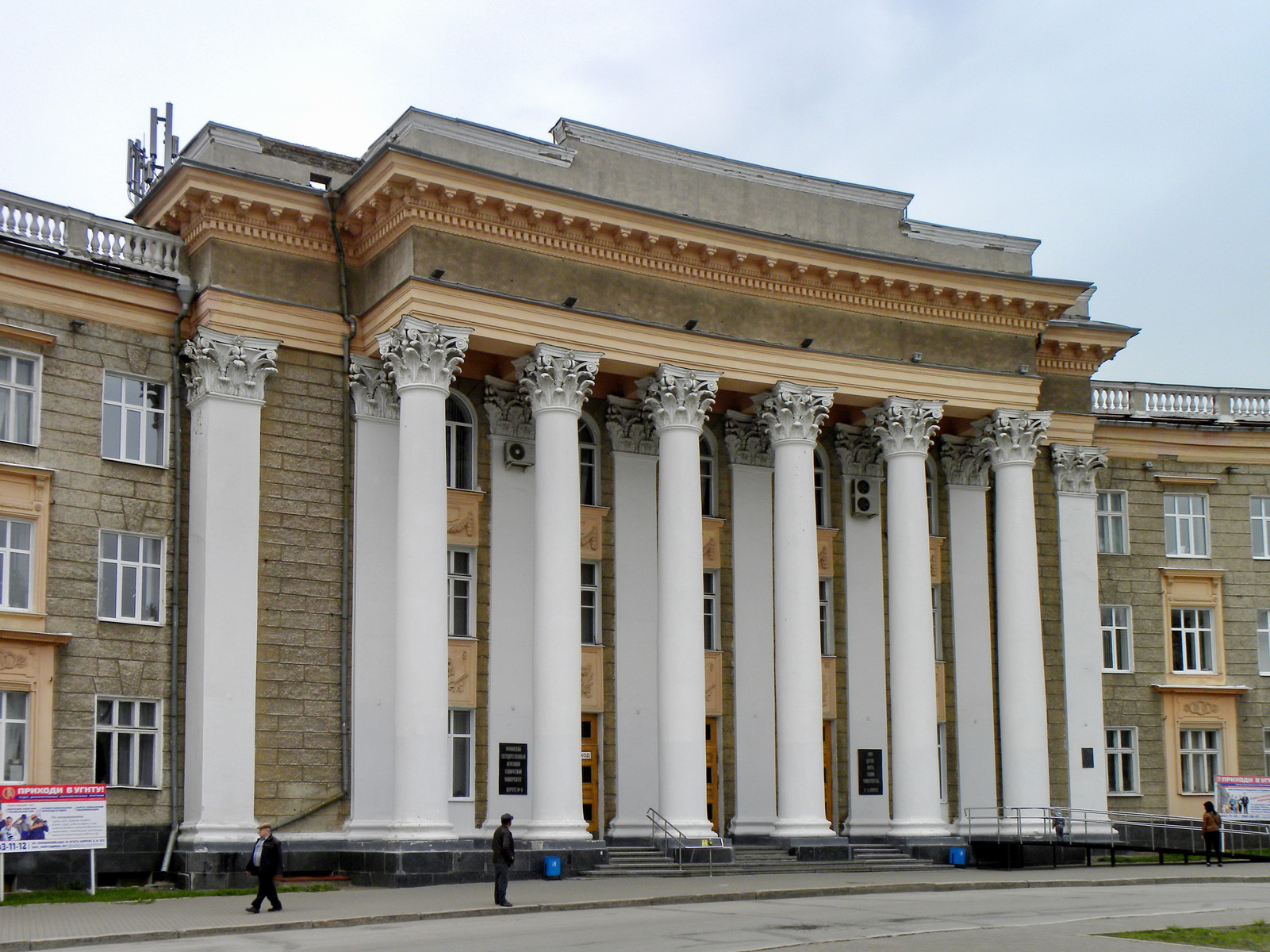
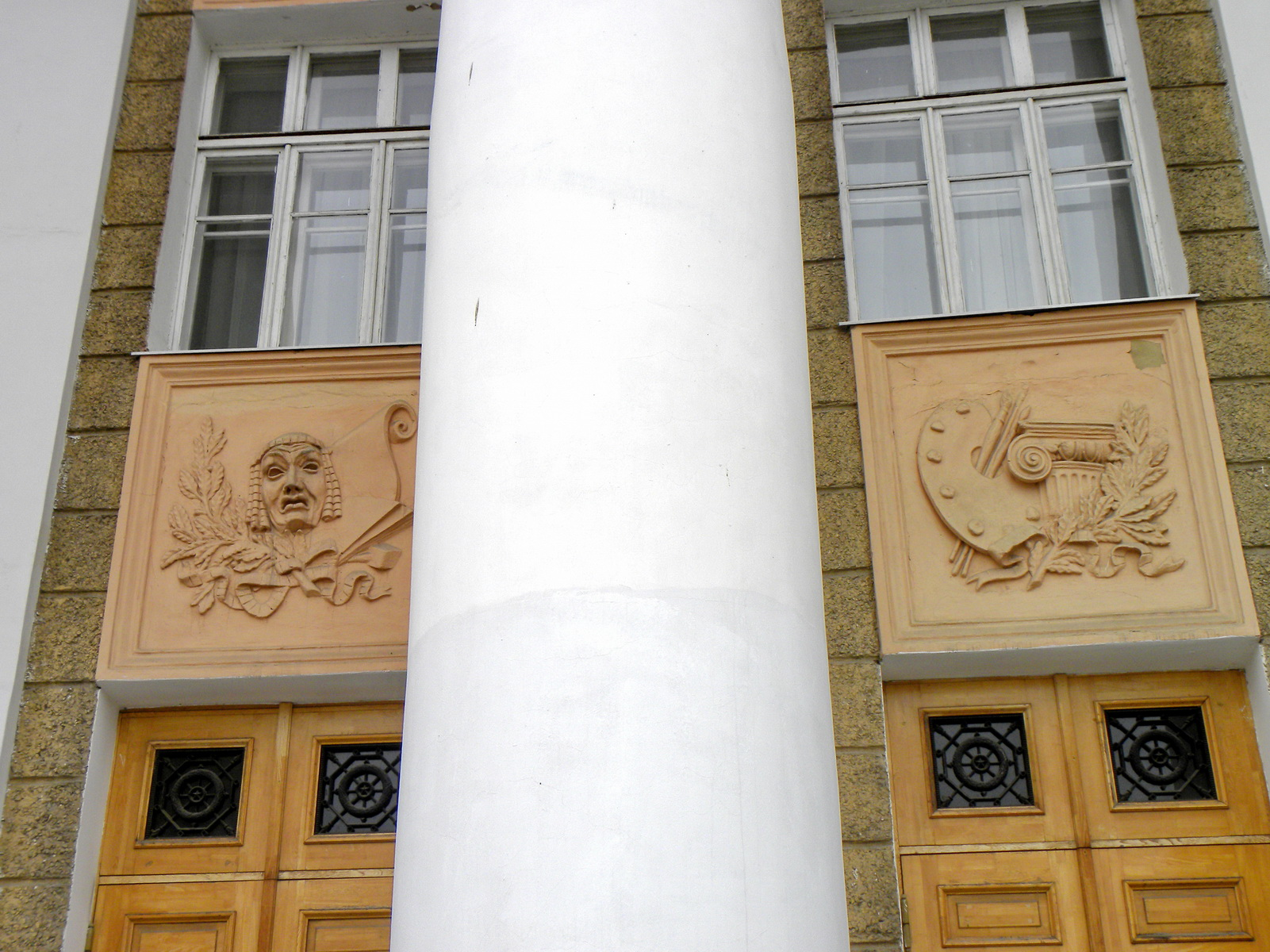
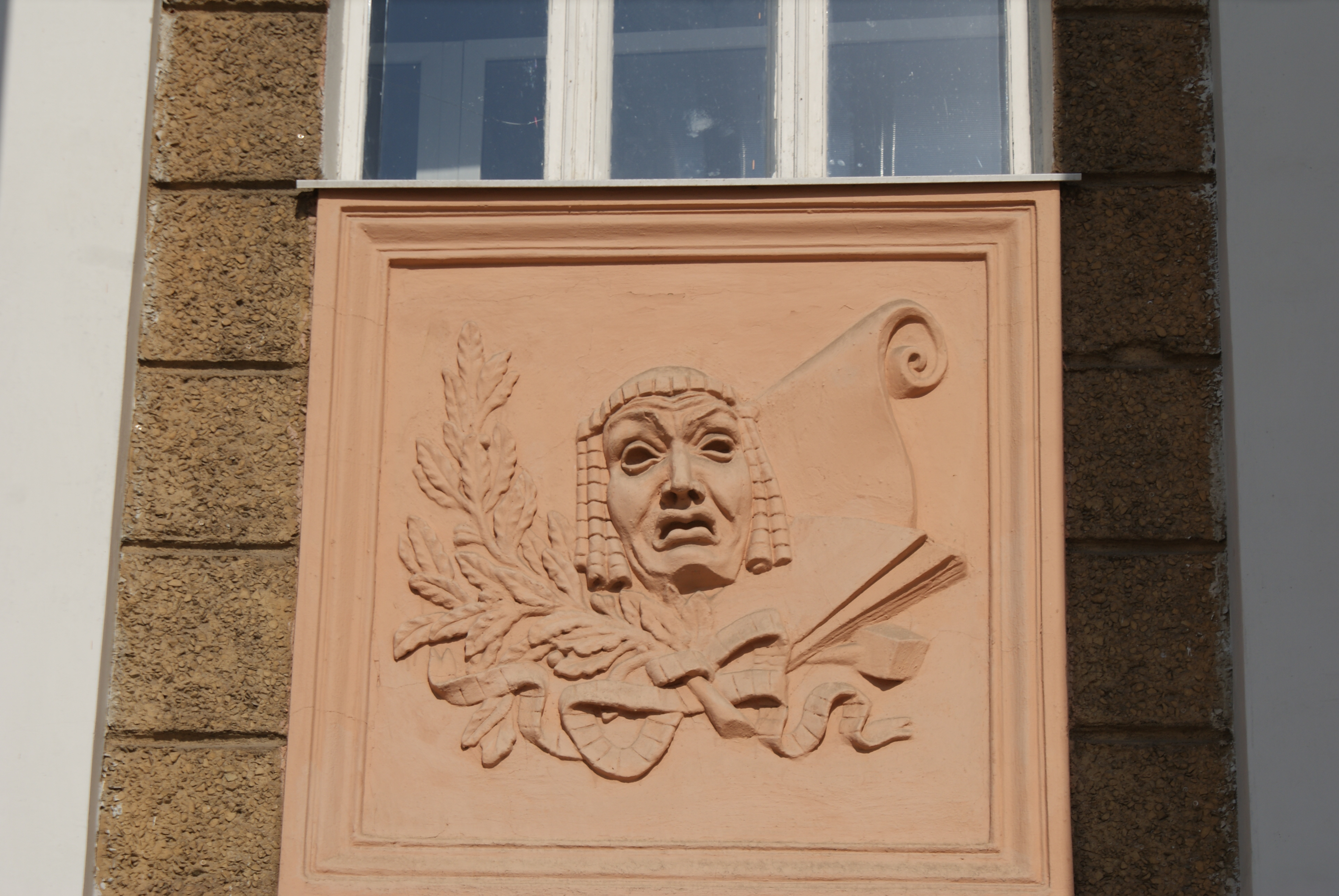
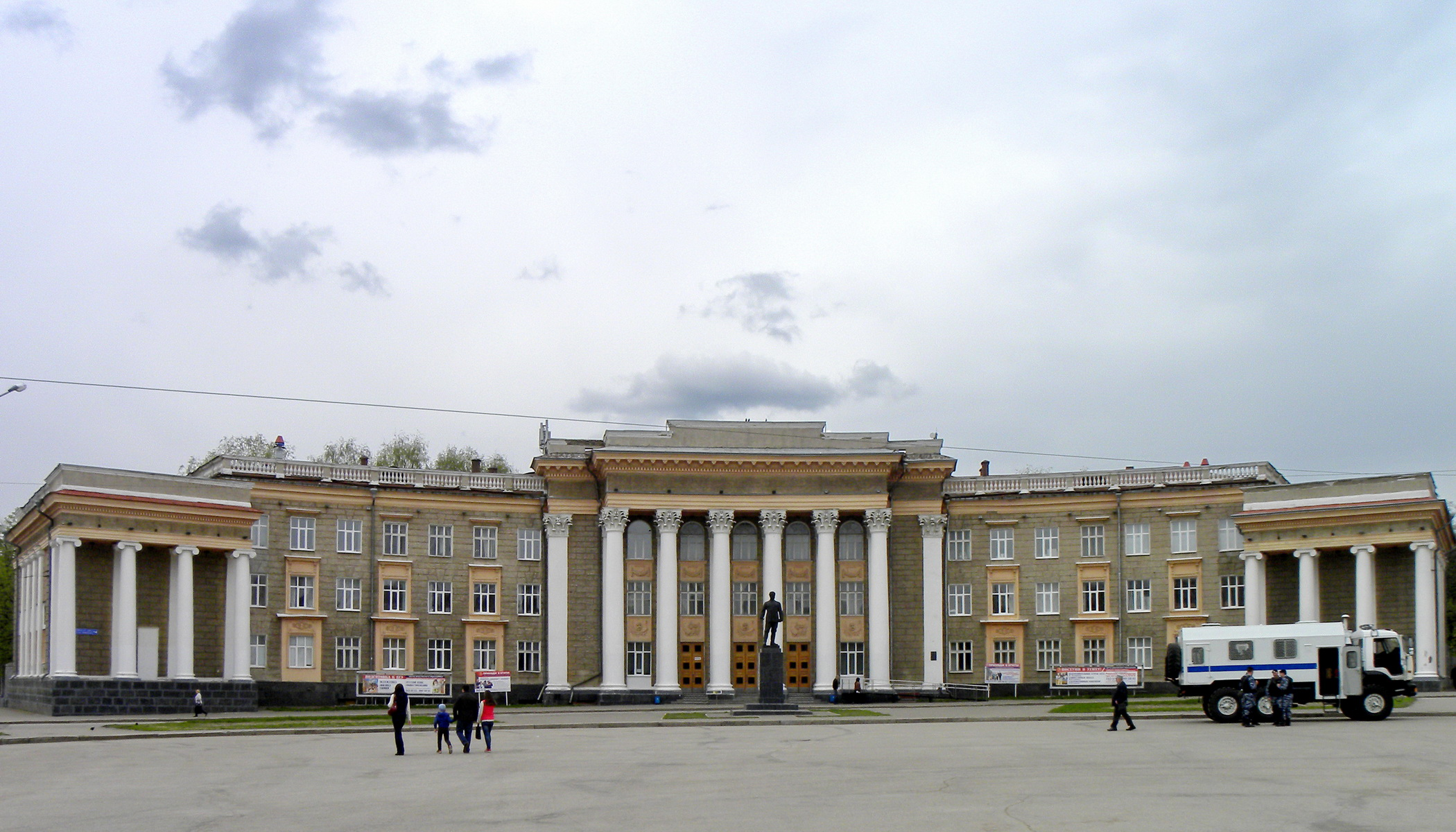
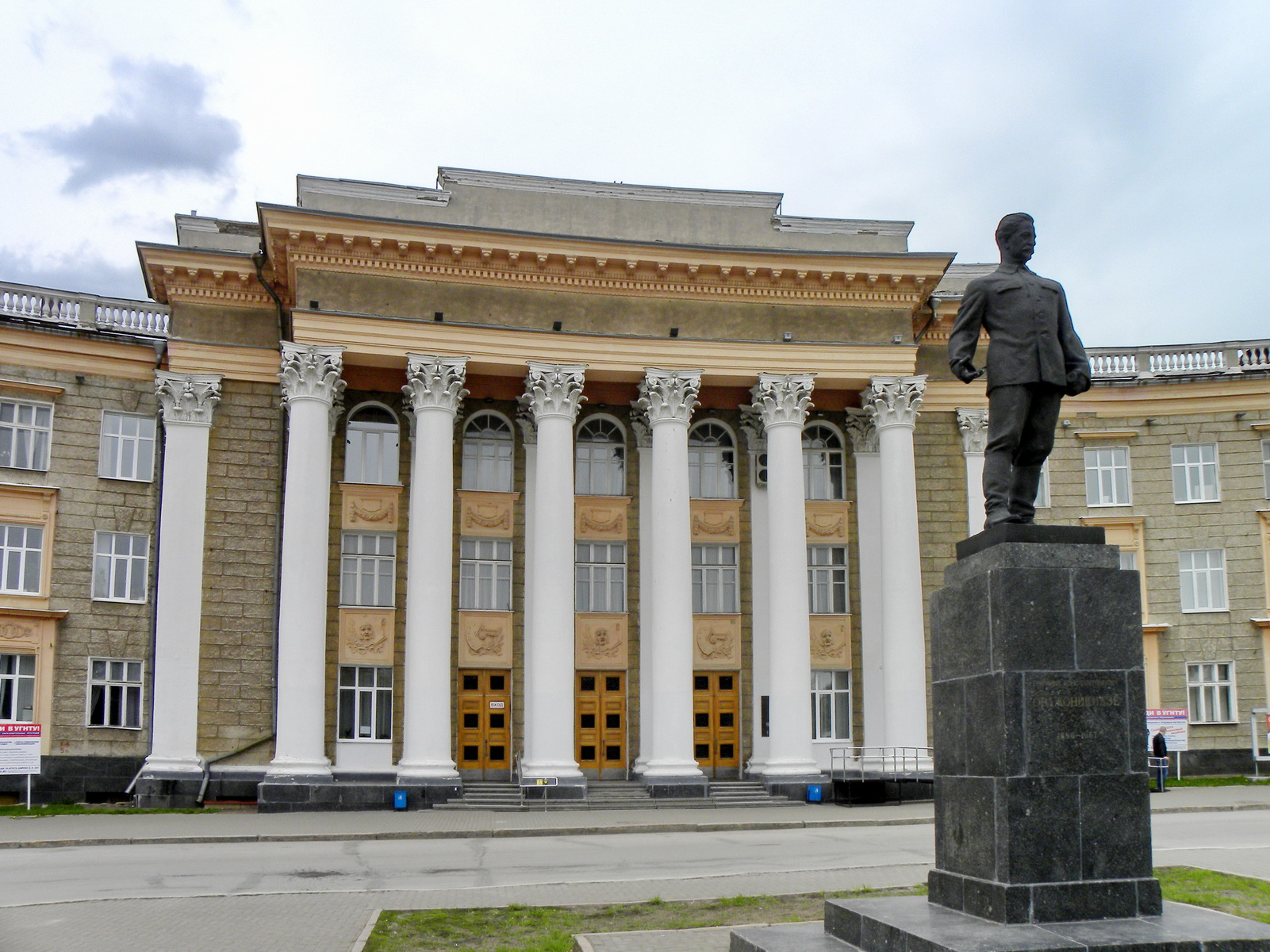
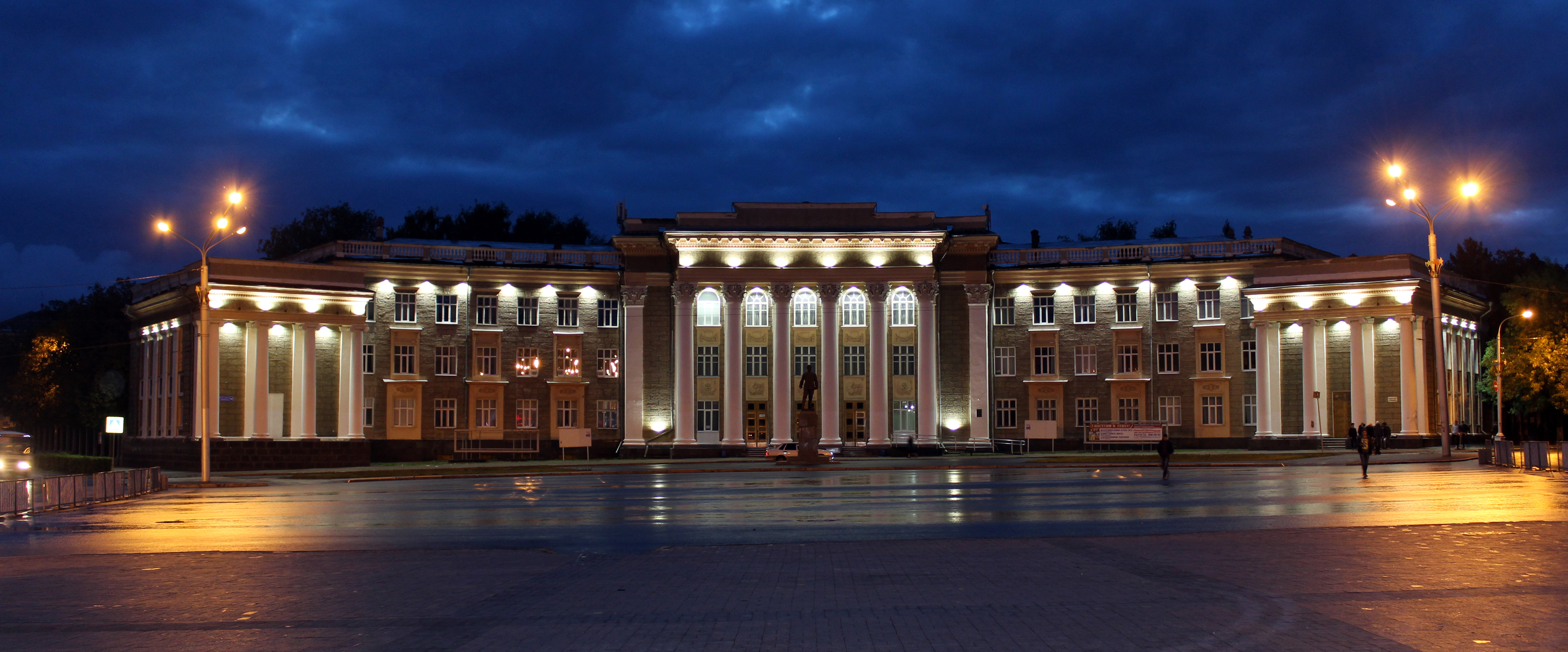
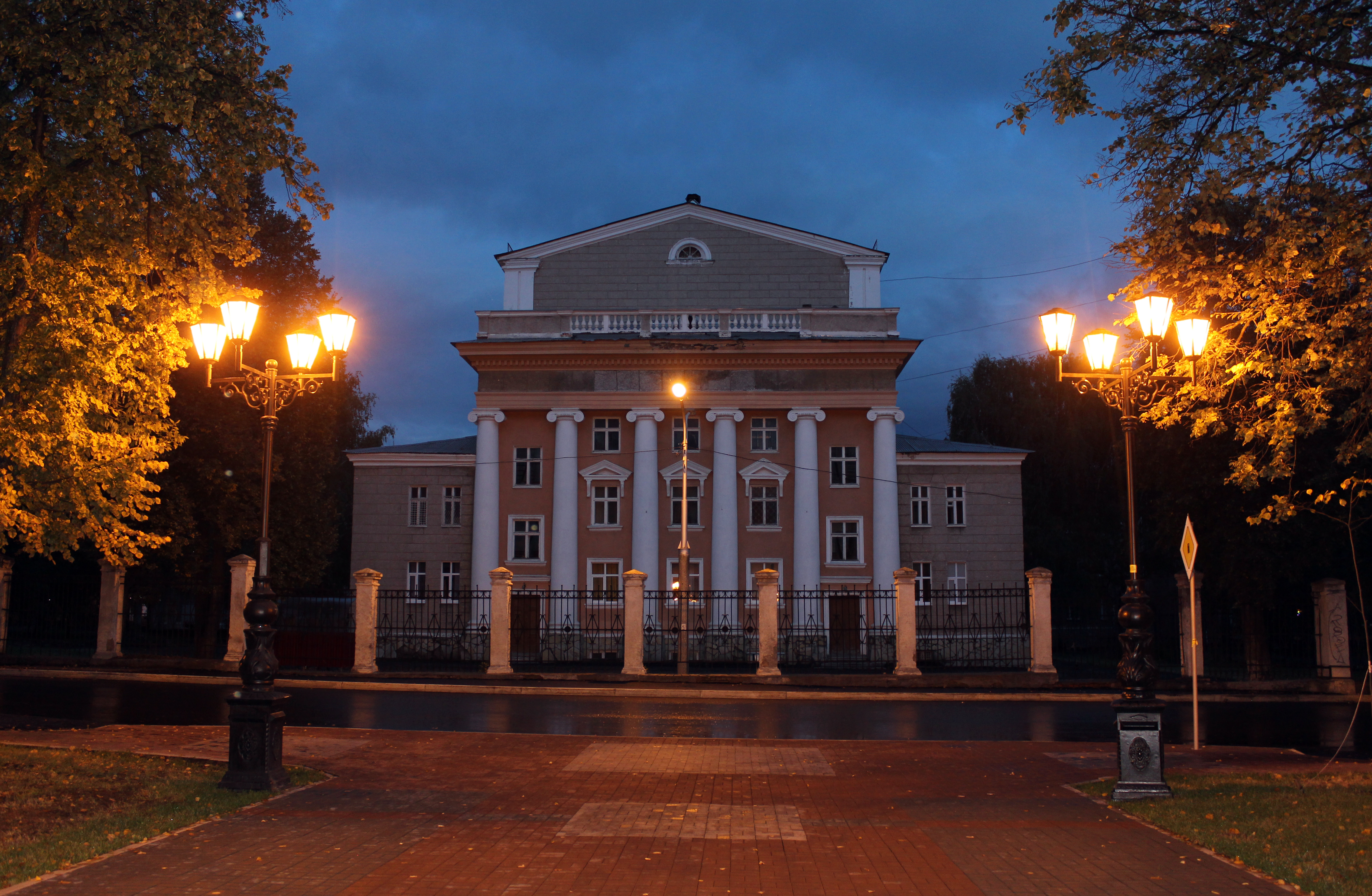
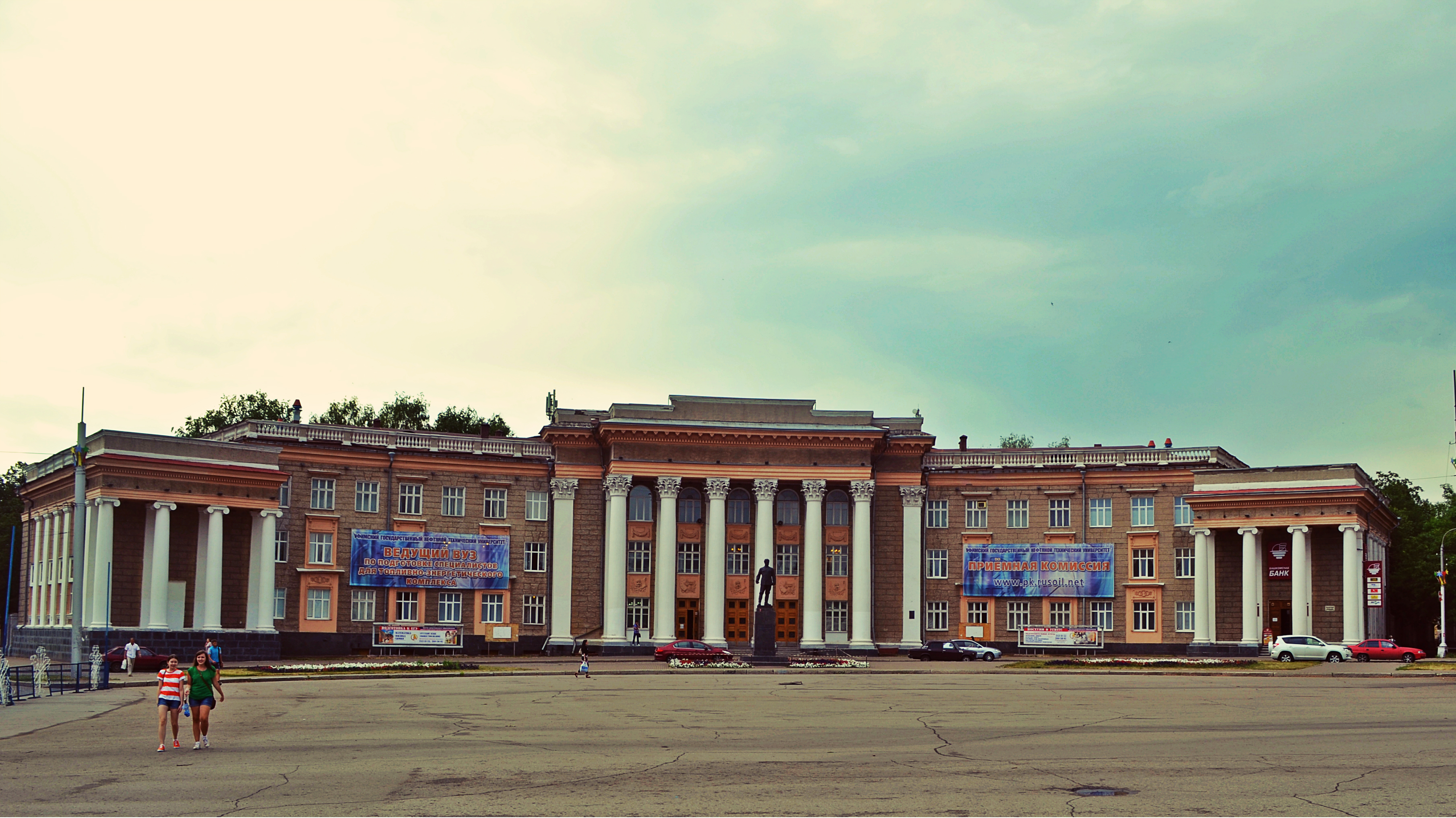
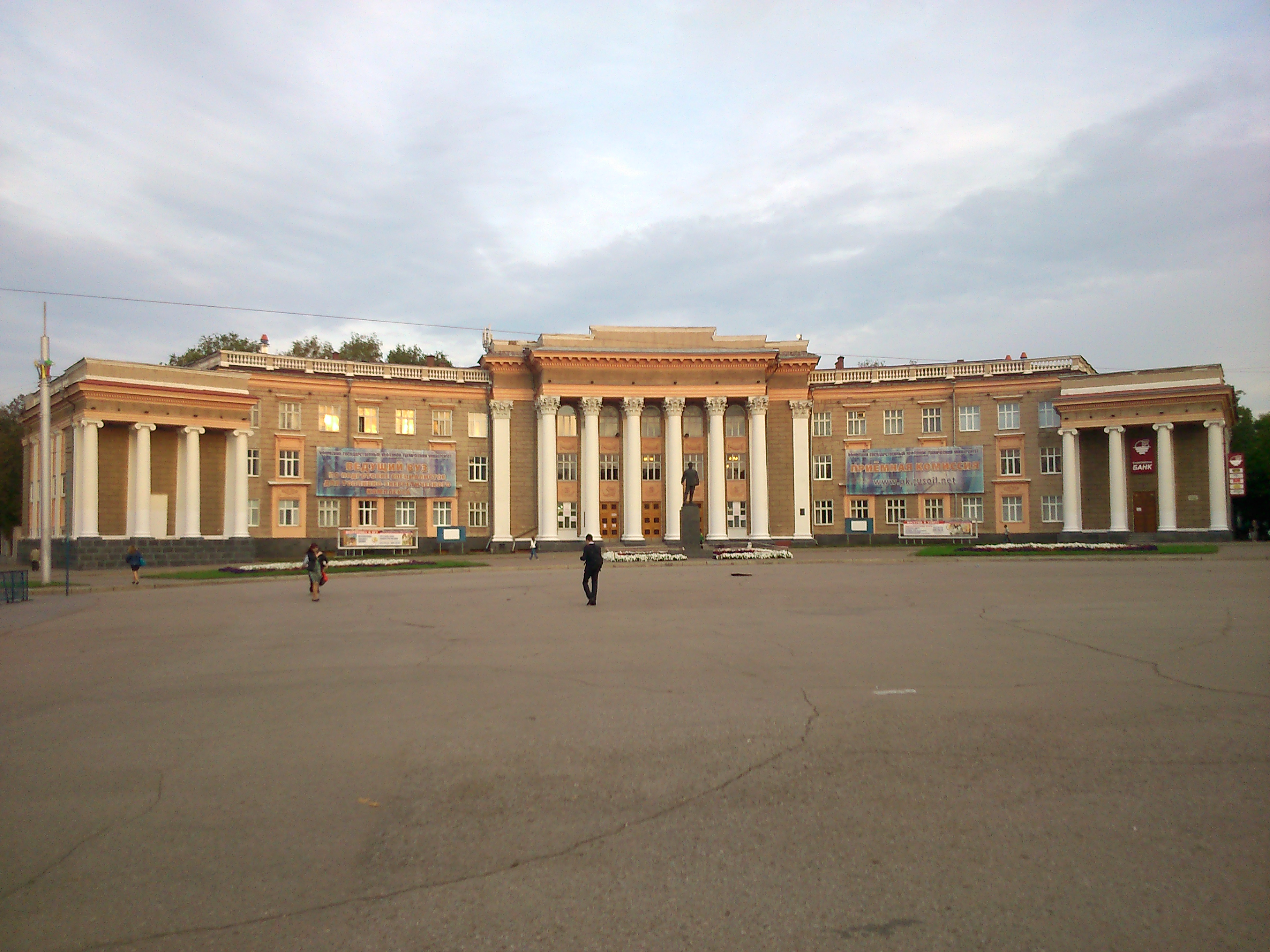
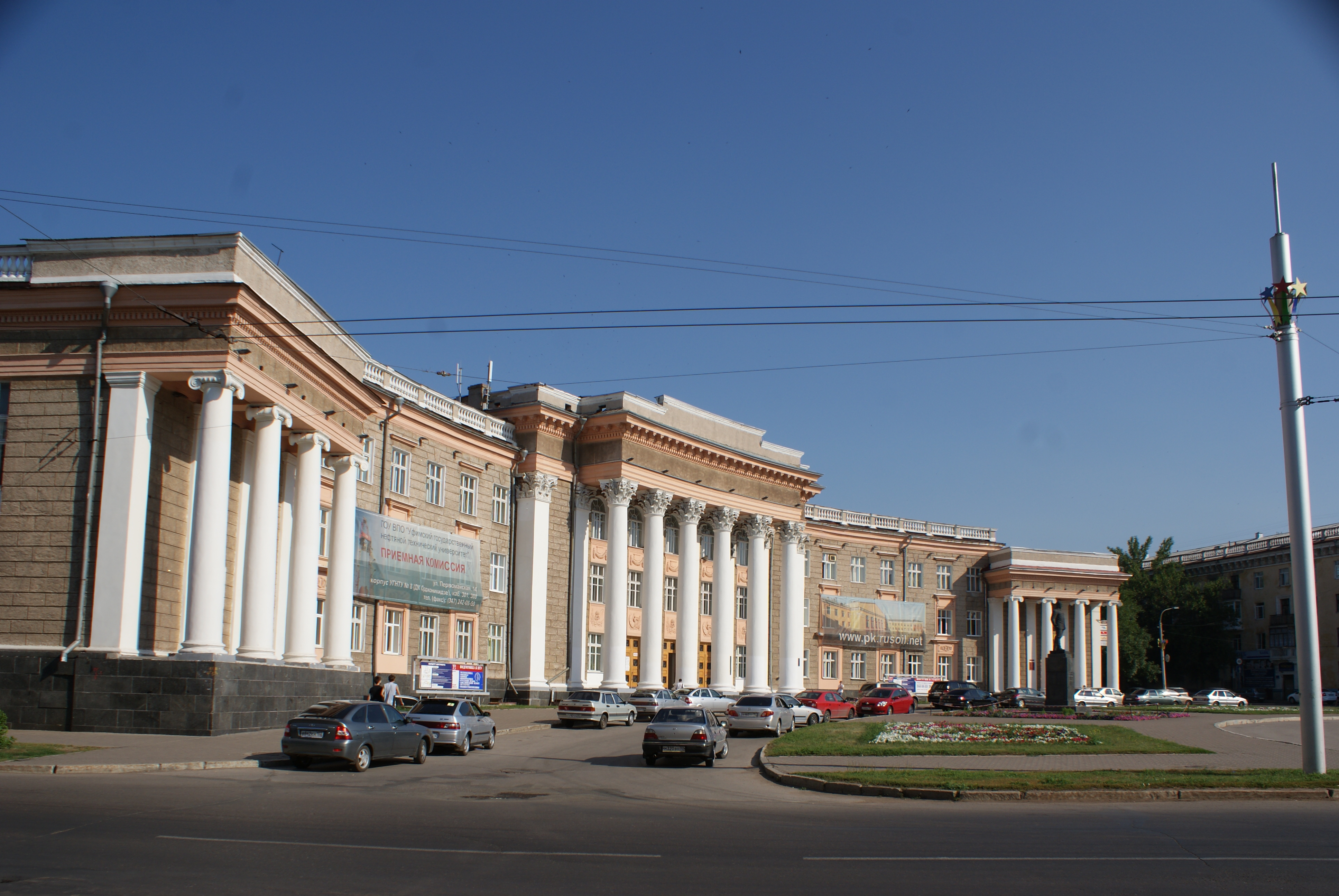
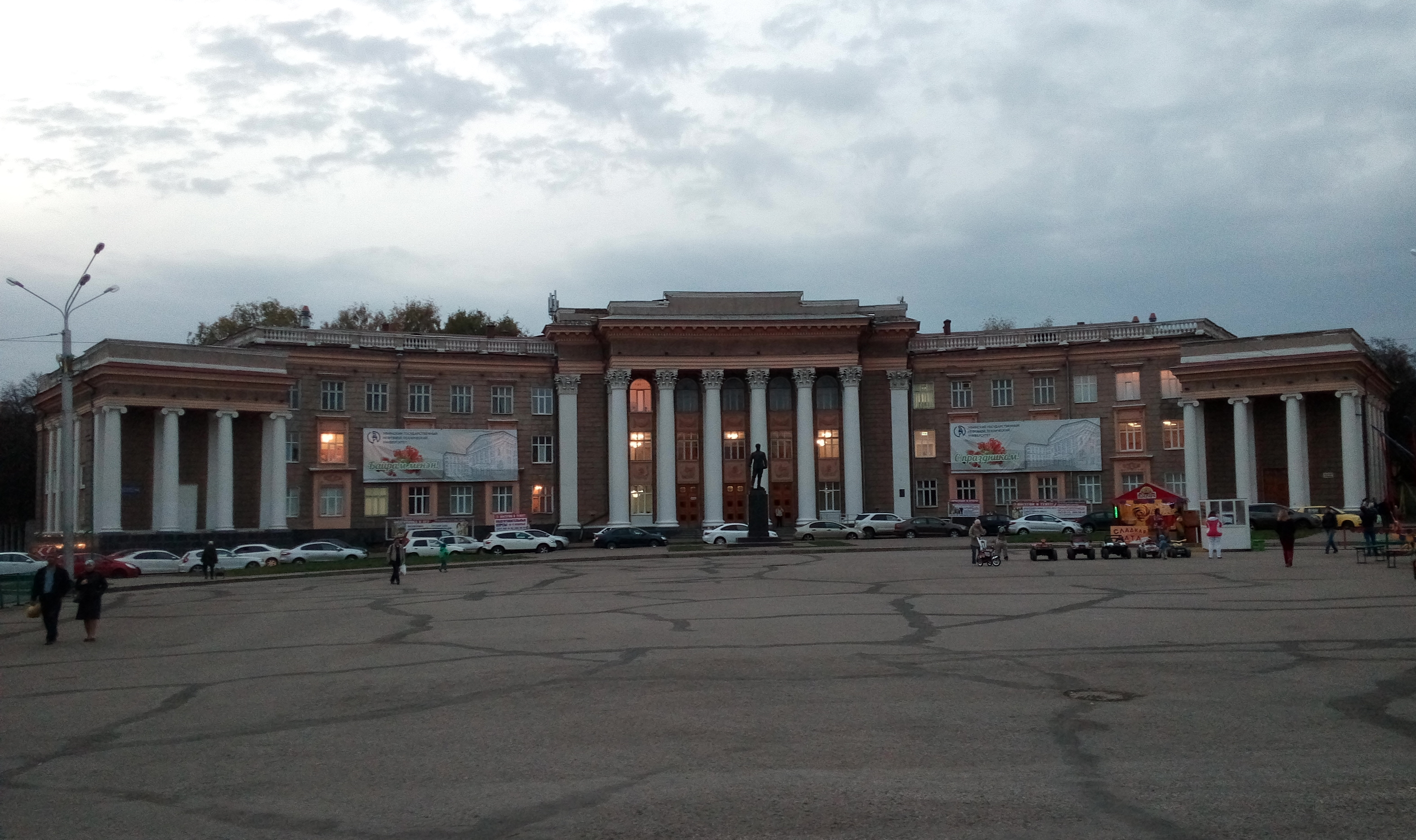
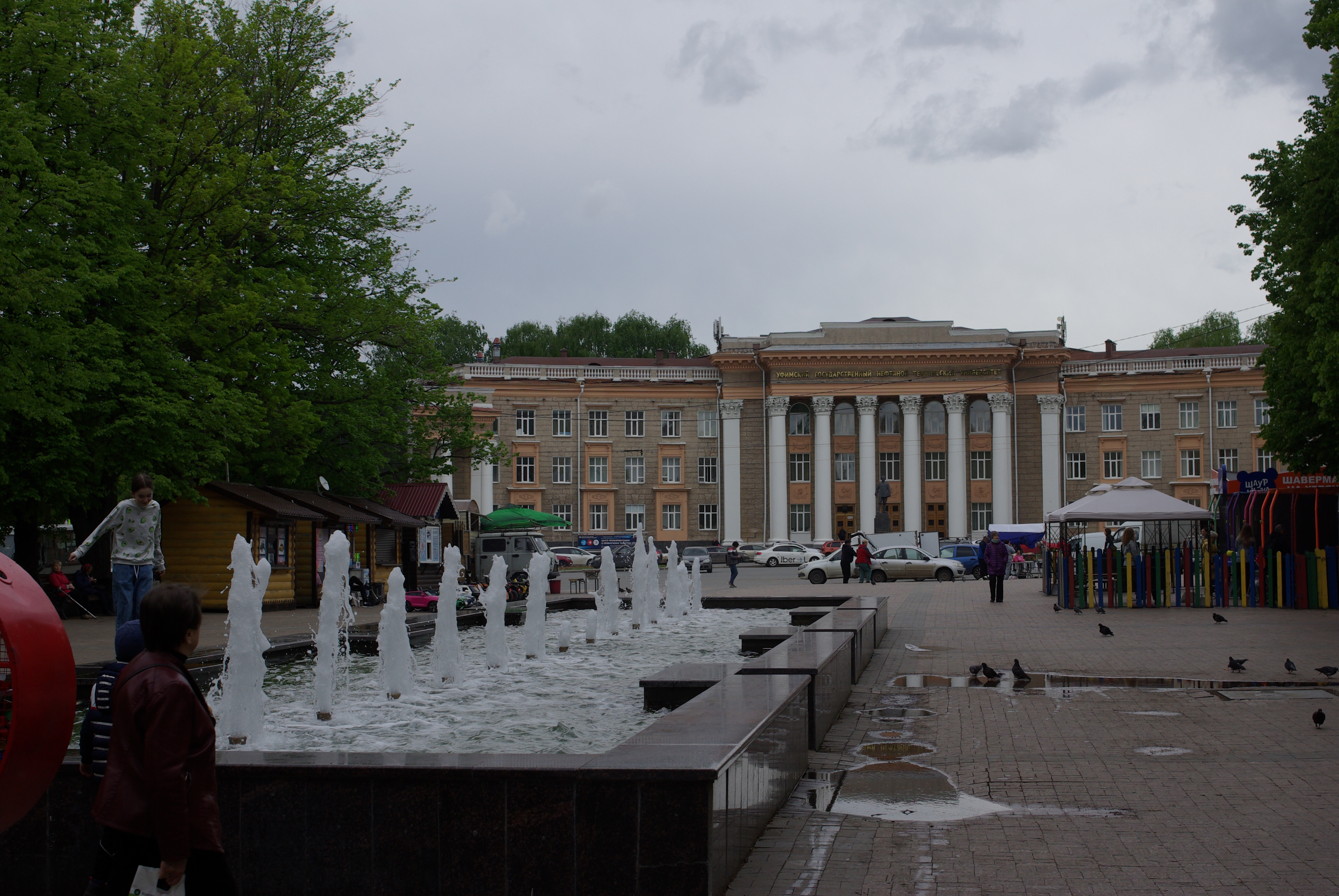